# IC 2403
IC 2403 је спирална галаксија у сазвјежђу Хидра која се налази на листи објеката дубоког неба у Индекс каталогу.
Деклинација објекта је - 15° 21' 24" а ректасцензија 8h 46m 9,3s. Привидна величина (магнитуда) објекта IC 2403 износи 14,7 а фотографска магнитуда 15,5. IC 2403 је још познат и под ознакама IRAS 08438-1510, PGC 90089.